# Biblioteka Bernardynów w Bydgoszczy

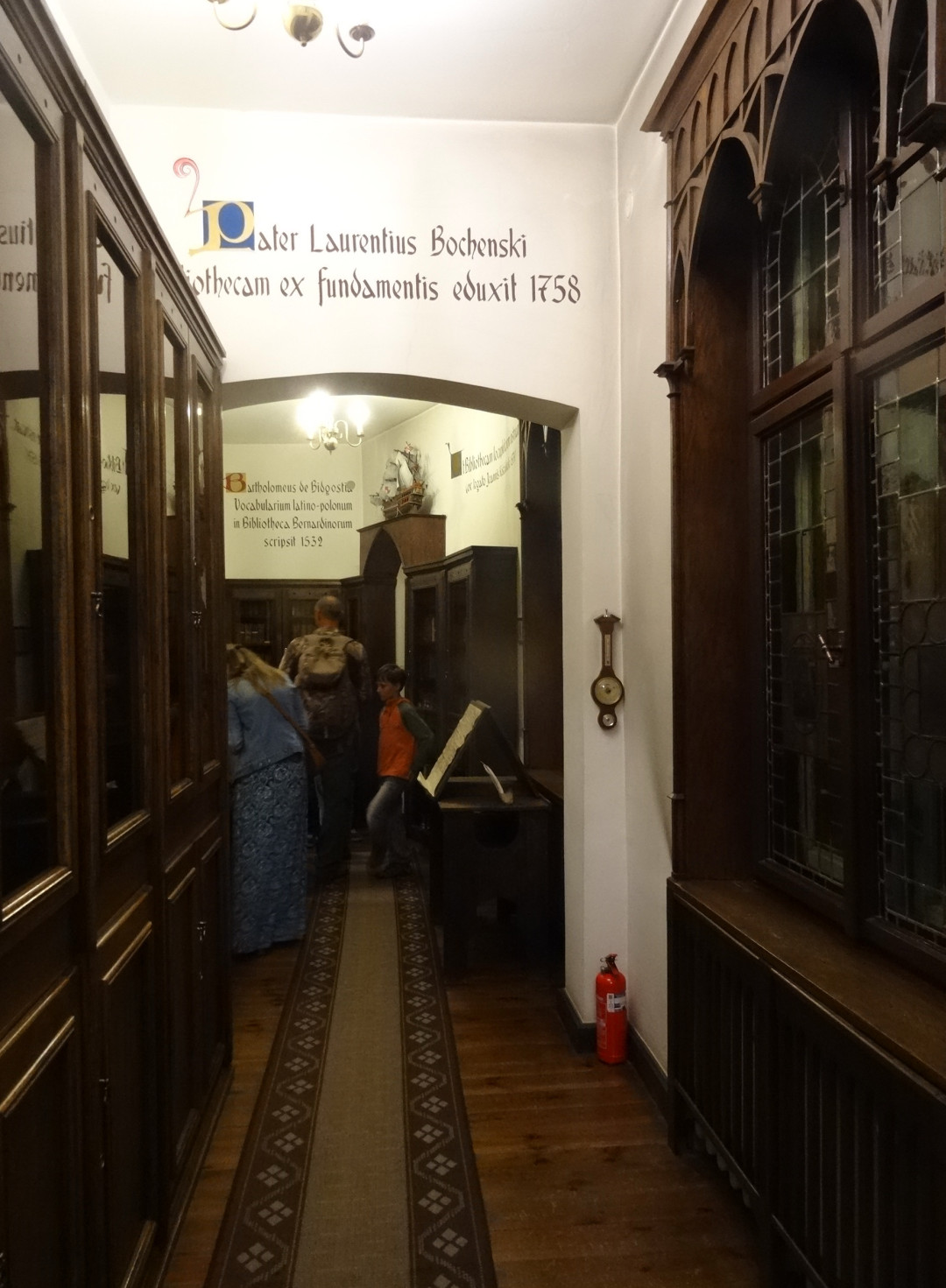
Pomieszczenie, w którym zgromadzona jest Bibliotheca Bernardina

Biblioteka Bernardynów w Bydgoszczy – zbiór księgozbiorów zebranych w okresie staropolskim w Bydgoszczy przez zakon bernardynów.
Biblioteka bernardynów jest największym księgozbiorem w Bydgoszczy przedrozbiorowej i jako jedyna zachowała się w części do czasów dzisiejszych. Wskutek wojen, grabieży, pożarów nie przetrwały w Bydgoszczy pozostałe biblioteki zakonne (karmelitów, klarysek, jezuitów), prywatne, czy też kościelne.

## Historia
Początki biblioteki bernardynów w Bydgoszczy sięgają 1488 roku. Założono ją wkrótce po erygowaniu w 1480 roku z fundacji biskupa kujawskiego Zbigniewa Oleśnickiego konwentu Braci Mniejszych św. Franciszka Obserwantów zwanych Bernardynami. W 1545 podczas pożaru kościoła i klasztoru biblioteka szczęśliwie ocalała. W 1591 gwardian bernardynów bydgoskich Wojciech Język z Sambora rozbudował klasztor i wzniósł nowe murowane pomieszczenie dla biblioteki. Do końca XVI wieku zgromadzono co najmniej 400 tomów. Książki otrzymywali do użytku poszczególni zakonnicy, najczęściej kaznodzieje.
Księgozbiór bernardynów bydgoskich posiadał dzieła zgrupowane w kilku działach:
- dział teologiczny, w którym znalazły się dzieła autorów katolickich oraz przedstawicieli reformacji i kontrreformacji,
- dział filozoficzny, w którym znajdują się dzieła autorów starożytnych, scholastyków, filozofów okresu Odrodzenia (Jan ze Stobnicy, Michał Wrocławczyk)
- dział historyczny, w którym dominują dzieła klasyków rzymskich.

Oprócz tego w bibliotece znajdowały się książki reprezentujące takie dyscypliny naukowe jak prawo, geografia, matematyka, astronomia, górnictwo i hutnictwo, nauki medyczne. Największą wartość zabytkową i artystyczną posiadają inkunabuły, które ozdobione są kolorowymi inicjałami wykonanymi przez miejscowego bernardyna brata Aleksego, skryptora słynącego ze zdobienia antyfonarzy.
Większość ksiąg pochodziła z zakupu oraz ofiar i darowizn zakonników, którzy przywozili je z wojaży zagranicznych (Dionizy Szyjka, Jan z Kościana, Melchior Dębiński, Wawrzyniec ze Słupcy i inni). Darowizny przekazywali też księża diecezjalni, szlachta i mieszczanie. W 1574 stałą sumę z dochodów tartaku na Okolu (100 florenów) przekazał na utrzymanie biblioteki starosta bydgoski Jan Kościelecki. Szczególne dary otrzymała biblioteka bernardynów w 1631, kiedy umierający kapelan kościoła i szpitala św. Krzyża Jan Synodoniusz z Pakości, podarował bernardynom spory księgozbiór, a zmarły syn fundatora klasztoru Klarysek Andrzeja Rozdrażewskiego pozostawił m.in. bibliotekę prawniczą złożoną z inkunabułów weneckich i francuskich. Inni znani z nazwiska fundatorzy to m.in.: starosta kcyński Piotr Czarnkowski (1620), solecki starosta niegrodowy Antoni Grasiński, burmistrz Bydgoszczy Wojciech Łochowski, czy mieszczka Elżbieta Szychowa.
Biblioteka wraz z istniejącym skryptorium oraz Bernardyńskim Studium Filozoficznym stworzyły warunki dla rozwoju środowiska o szerszych ambicjach intelektualnych. Jednym z profesorów studium był Bartłomiej z Bydgoszczy – bernardyn, który w miejscowym klasztorze prowadził owocne prace naukowe. Środowisko klasztorne było żywym ośrodkiem dziejopisarskim. Powstawały tutaj celowo zbierane zbiory wiadomości historycznych dotyczących zakonu, klasztoru oraz miasta Bydgoszczy. Z kilku napisanych kronik, opublikowana jest jedna z nich, której spisywanie rozpoczął z początkiem XVII w. Jan z Kościana.
Biblioteka szczęśliwie przetrwała burzliwe czasy: potopu szwedzkiego (1656-1660) i wojny północnej (1700-1721). W 1810 znajdowało się w bibliotece 2400, a w 1817 roku – 1989 tomów. Po kasacie klasztoru Bernardynów przez władze pruskie w 1829 biblioteka została umieszczona w domku loretańskim, a po jego wyburzeniu w 1838 – w schowku za ołtarzem kościoła pobernardyńskiego. Następnie przekazana parafii farnej przetrwała w zapomnieniu do 1907. Zbiory biblioteki zostały częściowo rozproszone. 21 niezidentyfikowanych pozycji zabrało Gimnazjum Królewskie w Bydgoszczy, a część inkunabułów przekazano do Biblioteki Seminarium Duchownego w Poznaniu.
Zbiorem zainteresowano się po opublikowaniu przez ks. Kamila Kantaka "Kroniki Bernardynów Bydgoskich". W 1907 na prośbę dyrektora Biblioteki Miejskiej dr. Georga Minde-Poueta proboszcz fary oddał zbiory w depozyt Bibliotece, gdzie je zinwentaryzowano. Na krótko przed odejściem Niemców w 1920 roku, władze kościelne w obawie przez wywózką zbiorów, odebrały je i umieściły w kościele św. Trójcy. Ostatecznie zbiory znalazły poczesne miejsce i zostały odpowiednio wyeksponowane w polskiej Bibliotece Miejskiej. W 1936 roku Bibliotekę wyeksponowano w stylizowanym pomieszczeniu urządzonym staraniem ówczesnego dyrektora Biblioteki Miejskiej dr. Witolda Bełzy i ofiarności społeczeństwa miasta. Podczas II wojny światowej część zbiorów została zniszczona i wywieziona przez Niemców.

### XXI wiek
W Wojewódzkiej i Miejskiej Bibliotece Publicznej w Bydgoszczy zdeponowanych jest 1557 dzieł w 1382 woluminach zebranych przez bernardynów. Cały zachowany zbiór stanowią dzieła XV–XVIII-wieczne. Podział zbiorów pod względem chronologicznym wygląda następująco:
- 98 dzieł powstałych w XV wieku,
- 758 dzieł z XVI wieku,
- 583 dzieła z XVII wieku,
- 118 dzieł z XVIII wieku.

Zachowało się 25 wydań Biblii (w tym dziewięć XV-wiecznych), księgi liturgiczne, zbiory kazań i żywotów świętych, kilka wydań Złotej Legendy – najpoczytniejszej książki średniowiecza, dzieła reformacyjne Marcina Lutra i Filipa Melanchtona i kontrreformacyjne Walentego Wróbla, Stanisława Hozjusza i Stanisława Sokołowskiego, dzieła filozoficzne Arystotelesa, św. Tomasza z Akwinu, Lombarda, Dunsa Szkota, Diogenesa Laertiosa, Boethiusa, kodeksy prawa cywilnego i kanonicznego, fizyka Arystotelesa i św. Alberta Wielkiego, historia Józefa Flawiusza, mowy Izokratesa, podręczniki sztuki wymowy, dzieła medyczne m.in. Kanon medycyny Ibn Sina oraz podręcznik anatomii z 1501 roku, literatura piękna (Owidiusz, Seneka, Wergiliusz, Terencjusz). Zgromadzone dzieła pochodzą z drukarń polskich i zachodnioeuropejskich, m.in. oficyn Krzysztofa Plantina z Antwerpii, czy też Aldusa Manitiusa w Wenecji.
Okresem największego rozkwitu biblioteki był XVI wiek, kiedy pierwsze pokolenia bernardynów polskich prezentowały najwyższy poziom umysłowy. Wiek XVII przyniósł wiele druków przekazywanych w darowiznach, ale dobór tytułów jest już mniej ciekawy.
W zbiorze znajduje się 98 inkunabułów (dzieł wydanych do 1500 roku). Są wśród nich pozycje szczególnie cenne i unikatowe nawet w skali światowej jak np.:
- Homiliae św. Jana Chryzostoma z 1466,
- Reguła dla wszystkich zakonników Savonaroli wydana we Florencji w 1489,
- Zwierciadło filozofii z 1513 (drukarnia Floriana Unglera w Krakowie),
- Fizyka Arystotelesa z 1519 (drukarnia Jana Hallera w Krakowie).

## Zwiedzanie
Biblioteka Bernardynów od 1936 roku umieszczona jest w specjalnym pomieszczeniu w budynku Wojewódzkiej i Miejskiej Biblioteki Publicznej w Bydgoszczy i należy do Działu Zbiorów Specjalnych WiMBP. Pomieszczenia stylizowane są na średniowieczną czytelnię klasztorną. Zwiedzanie odbywa się w zorganizowanych grupach po wcześniejszym umówieniu, a regularnie m.in. podczas Nocy Muzeów.